# Dorylaimus aestuarii
Dorylaimus aestuarii är en rundmaskart. Dorylaimus aestuarii ingår i släktet Dorylaimus och familjen Dorylaimidae. Inga underarter finns listade i Catalogue of Life.